# Буходле
Буходле (сом. Buuhoodle, англ. Buhoodle або Buuhoodle, раніше - Bohotle або Bohotleh) — місто на африканському півострові Сомалі. Є столицею провінції Айн автономного держави Хатумо, а також Пунтленду і невизнаної держави Сомаліленд, які теж претендують на дану територію. Оскільки місто Лас Анод, формальна столиця SSC (нині — Хатумо), з 2007 року знаходиться під контролем Сомаліленду, Буходле тимчасово є столицею автономії. Згідно з адміністративно-територіальним поділом Сомалі, що існував до офіційного визнання держави Хатумо автономією, Буходле був столицею однойменного округу в провінції Тогдер.

## Історія
Буходле має велике історичне значення для всього Сомалі. Саме звідти бере свій початок Держава дервішів, яка вела запеклу боротьбу проти британських колонізаторів в кінці XIX — початку XX століття (див. Історія Сула, Санаага і Айна). Саїд Мохаммед Абділле Хасан, засновник руху опору і Держави дервішів, також родом з Буходле.

## Географія
Місто розташоване поруч з ефіопським кордоном і є перевалочним пунктом, через який йдуть товари з Босасо, Гарове, Лас Аноду, Галкайо , Вердера і Бурао.

## Населення
Більшість населення міста належить субклану Дулбаханте сомалійського клану Дарод, даний клан має більшість у Пунтленді і Сул-Санааг-Айні. У Сомаліленді, який претендує на Буходле, домінує клан Ісаак. 15 травня 2010 під час збройного конфлікту на півночі Сомалі війська Сомаліленду за підтримки Ефіопії увійшли до Буходле, проте були витіснені силами місцевого ополчення.